# Salvia subg. Meriandra
Salvia subg. Meriandra es un subgénero de Salvia de plantas con flores perteneciente a la familia Lamiaceae. Es originario del nordeste de África tropical hasta la India. Hasta 2017 era considerado un género independiente.

## Distribución y hábitat
El área de distribución nativa de este subgénero se extiende desde África tropical y Arabia, hasta la India. Crece predominantemente en biomas templados y subtropicales.

## Taxonomía
Fue descrito inicialmente como Meriandra por George Bentham y publicado en Edwards's Botanical Register 15: t. 1282, en 1829, actualmente es tanto un sinónimo como el basónimo de esta; y ulteriormente, sería degradado a subgénero por Jay B. Walker, Bryan T. Drew y Jesús Guadalupe González en Taxon 66(1): 140, en 2017.

#### Etimología
Véase: Salvia
Meriandra: nombre genérico derivado de la combinación de los 2 vocablos griegos μερίς (meris): "parte o porción", y ἀνήρ, ἀνδρός (anír, andrós): "masculino", en referencia a los estambres masculinos de las flores en las especies del subgénero.

## Especies
Comprende 2 especies aceptadas:
- Salvia dianthera Roth ex Roem. y Schult., 1817 - salvia de Bengala[6]
- Salvia strobilifera (Benth.) J.G.González, 2017